# 第12独立陸軍航空旅団 (ウクライナ陸軍)
ヴィクトル・パヴレンコ准将名称第12独立陸軍航空旅団（ウクライナ語: 12-та окрема бригада армійської авіації імені генерал-хорунжого Віктора Павленка）は、ウクライナ陸軍航空隊の航空旅団。第8陸軍航空司令部隷下。

## 歴史
1992年のソ連崩壊後、前身である第340独立輸送戦闘ヘリコプター連隊はウクライナに編入した。
1995年より、連隊の隊員は国連平和維持活動に参加し始めた。それ以来、彼らは旧ユーゴスラビア、シエラレオネ、イラク、コートジボワール、リベリア、コンゴ民主共和国で活動した。
2000年から2004年にかけて、Mi-8の乗組員がトルコとポルトガルでの火災消火活動に参加した。この間、500人以上の軍人が勇気と英雄的行為に対して戦闘賞を受賞した。

### ロシア・ウクライナ紛争
2014年3月以来、第7独立陸軍航空連隊の統合航空派遣隊の一部がチョルノバイウカ飛行場（ヘルソン）での戦闘任務に派遣されており、連隊の統合航空派遣隊はチェルニギフ飛行場とミルゴロド飛行場での戦闘任務を遂行するために派遣されている。2014年5月26日、連隊のMi-24ヘリコプター3機が第1次ドネツク空港の戦闘に参加した。
2016年、第7独立陸軍航空連隊は第12独立陸軍航空旅団に再編された。
2020年12月5日、ウォロディミル・ゼレンスキー大統領より、名誉称号「ヴィクトル・パヴレンコ准将」を授与された。

## 装備
- Mi-24V/P/VP/R/K[4]
- Mi-8MT/MTV-2[5]
- Mi-9
- Mi-26[6]